# Лурье, Вячеслав Михайлович
Вячесла́в Миха́йлович Лурье́ (11 февраля 1934, Ленинград — 1 февраля 2009, Санкт-Петербург) — советский и российский военный историк, специалист по истории советского военно-морского флота, писатель, журналист, с 2001 года — член редколлегии журнала «История Петербурга».

## Биография
Вячеслав Михайлович Лурье родился 11 февраля 1934 года в Ленинграде в семье Михаила Феликсовича Лурье (1902—1935) и Нины Ивановны Лурье (1909—1994). Отец работал главным механиком табачной фабрики России имени Клары Цеткин (ныне ЗАО «Нево-Табак»), а мать — конструктором ЦКБ−18 (ныне конструкторское бюро «Рубин»), участвовала в проектировании первых отечественных атомных подводных лодок, была награждена орденом.
В 1953 году Вячеслав Лурье поступил в Ленинградское высшее военное инженерное училище им. А. А. Жданова, после окончания которого в 1956 году, был произведён в лейтенанты. Службу проходил в Ленинградском военном округе и на Камчатке. В начале 1960-х годов был уволен по сокращению из рядов Вооружённых Сил в звании капитана. После увольнения из армии работал в Ленинградской областной филармонии. В течение 15 лет был директором по организации концертно-театральной работы в Ленинградской области.
Во время учёбы в военном училище, Лурье увлёкся изучением военных персоналий. Это увлечение сохранилось в период службы в армии и работы в филармонии. Он продолжал работать в архивах и собирать информацию о военнослужащих. Увлечение переросло в научно-исследовательскую работу и в главное дело его жизни. Он работал ведущим научным сотрудником Института военной истории и Центрального военно-морского музея. Его картотека включала сведения о более чем 200 тысячах военнослужащих, проявивших себя за годы военной истории советского государства.
Вячеслав Михайлович Лурье являлся автором, соавтором, редактором и рецензентом книг по военной истории. В соавторстве им был составлен справочник о моряках-подводниках, водолазных специалистах — Героях Советского Союза, Социалистического Труда и Российской Федерации — «Военные моряки — Герои подводных глубин (1938—2005)».
В 2001 году Лурье стал членом редколлегии журнала «История Петербурга», ведущим рубрики «Служилый Петербург», на основе уникальных материалов опубликовал биографии всех командующих войсками Петербургского-Петроградского-Ленинградского военного округа.
Умер 1 февраля 2009 года в больнице после второго инфаркта. Похоронен на сельском кладбище в деревне Протасовка Гатчинского района Ленинградской области.